# Экзистенциальная исполненность
Экзистенциальная исполненность (англ. existential fulfillment [egzɪˈstenʃl fʊlˈfɪlmənt]; нем. Existenzielle Erfüllung [existenzielle ɛɐ̯ˈfʏlʊŋ]) – это понятие обозначает качество жизни человека в противовес привычному понятию счастье. Прежде всего, экзистенциальная исполненность обозначает евдемонистическое счастье, которое неотделимо от персональных установок и убеждений.  Таким образом, степень экзистенциальной исполненности показывает, насколько жизнь человека осмысленна, насколько он находится с внутренним согласием в ней. В современном экзистенциональном анализе экзистенциальная исполненность описывается через модель четырех фундаментальных мотиваций А. Лэнгле.

## История и содержание понятия
Еще Аристотель писал о понятии «Благая жизнь», цель которой находится в самом человеке и это этическая цель. Им была рассмотрена идея высшего целеполагания как особая внутренняя жизненная практика человека, в которой мало сомнения и напряжения относительно совершенности. Автор описывает индивидуальный подход к жизни, который может трактоваться как осмысленный, что отсылает нас к феномену экзистенциальной исполненности. С. Къеркегор, основатель экзистенциальной философии, описывал понятие экзистенция, под которой понимал существование человека как специфический способ человеческого бытия: человеческое бытие себе-знающее при-себе-самом бытие-человека. Так философ описывал такой уровень бытия человека, в котором он соприкасается с подлинным Я. Об этом же писал и М. Хайдегер. Он выделял два состояния прибывания человека в мире: состояние забвения бытия и состояние сознавание бытия. Находясь только в состоянии сознавания бытия, человек может соприкасаться со своим подлинным бытием, что служит важным условием для экзистенциальной исполненности. Экзистенциальная исполненность же описывает именно степень проживания подлинного бытия человеком, который в свою очередь сложно измерить психометрически.
В психологии данное понятие было введено В. Франклом в XX веке, и обозначает субъективное переживание человеком качество своей жизни. В подходе В. Франкла, экзистенциальная исполненность тождественна смысловой исполненности (Sinnerfüllung), осуществлению смысла в жизни человека. Обращение к смыслу, ценностям явилось результатом совершенного в логотерапии радикального поворота от внутреннего к внешнему, от человека с его влечениями, желаниями и недовольством культурой к вызовам, которые ему адресует мир. Таким образом, для экзистенциальной исполненности в понимании В. Франкла характерно наличие смысла жизни и его реализации вовне. В современном же экзистенциальном анализе А. Лэнгле экзистенциальная исполненность рассматривается в диалогическом аспекте человеческого бытия. Для нее характерно наличие внутреннего согласия человека с его жизнью, акцентируя тем самым внимание на диалоге между внешним и внутренним. Таким образом, важной точкой различия данных авторов является точка зрения о природе смысла. Если у В. Франкла смысл человек находит во внешнем мире, то в экзистенциальном анализе он рождается путем диалога между внутренним и внешним миром.

## Составляющие экзистенциальной исполненности влоготерапии
В логотерапии В. Франкла экзистенциальная исполненность смыслом, который человек, прежде всего, находит во внешнем мире.  Автор выделял 4 условия экзистенциальной исполненности, которые вырыжаются в наличии следующих духовных способностей:
Самодистанцирование как способность выйти на дистанцию от телесного и психического. Тем самым создается пространство для внутренней свободы. По В. Франкулу самодистанцирование является духовной способностью человека, благодаря которой человек может занять позиции не только к миру, но и в отношении себя. Э. Лукас писала, что самодистанцирование – это взгляд с далекой горной вершины на свой родной дом, который в этом случае виден с другой перспективе, более реальной. Для экзистенциальной исполненности это важное условия, так как для нахождения смысла, который находится вовне.
Самотрансценденция также является духовной способностью человека выйти за рамки собственного Я. Данное условие тесно связано с поиском наполненных смыслом целей и задач. Человек осуществляет свою личность в той мере с какой он может выйти за рамки себя. В этом осуществлении как раз и происходит исполненность экзистенции смыслом.
Свобода, согласно В. Франклу, подразумевает принятие личностной позиции по отношению к чему или кому-либо. Так под свободой подразумевается духовная способность человека находить позицию и выбирать. Именно это и характерно человеку в отличие от животных, в каких бы условиях он не был. В. Франкл описывал данную способность как
Ответственность является духовной способностью человека нести ответ за свой выбор, действия. Так сказать, вести отчет перед самим собой, что дает основания для нахождения и реализации найденного смысла.

## Составляющие экзистенциальной исполненности вэкзистенциальном анализе
А. Лэнгле была разработана модель четырех фундаментальных мотиваций, благодаря которой можно наглядно увидеть структуру экзистенциальной исполненности.
1 Фундаментальная мотивация сталкивается с фактом, что человек родился в мире. Тогда возникает вопрос, базовый для 1 ФМ: Я есть, но могу ли я быть? Это описывает онтологическую опору экзистенции, связанной с Бытием-в-Мире. Фундаментальную деятельность, таким образом, можно описать как «Мочь». Однако для того, чтобы мочь быть в реальности и с данностями мира, необходимы три предпосылки: защита, пространство и опора.
2 Фундаментальная мотивация.  Человеку характерно не просто быть в мире, но и само качество бытия, прибывания в мире. Для этого важную роль играют чувства человека, открытость к ним и ценностям. Основным вопросом в данной мотивации является: Я живу — но нравится ли мне моя жизнь? Хорошо ли мне быть здесь? Достаточно ли у меня в жизни ценного, чтобы — говоря на языке чувств — ощущать жизнь как теплую и уютную? Так фундаментальной деятельностью является «Нравиться», которое возникает на чувственном уровне и напрямую связано с ценностями человека.  Однако для этого нужны три предпосылки: отношение, близость, время.
3 Фундаментальная мотивация непосредственно связана с индивидуальностью, субъективностью человека, его Бытием-Person. Это все формы проявления личности, переживаемые как Я. Оно проявляется из глубинного источника Person, который непостижим полностью человеку.  Основные вопросы для данной мотивации являются: Я есть я — но имею ли я право быть собой? Этот запрос ведет к развитию внутренней структуры, идентичности, аутентичности и этики, а также дает возможность для персональной встречи. Но также таит в себе опасность уязвимости, ранимости и чувств отвергнутости и изоляции.
 Так  фундаментальной деятельностью здесь является «иметь право», для чего необходимы так же 3 предпосылки: заинтересованное внимание, справедливое отношение и признание ценности.
4 Фундаментальная мотивация (ФМ) включает в себя желание человека быть включенным в больший контекст чем он сам. Так затрагивается горизонт смысла, который выходит за рамки самого человека. Этот поиск горизонта понимания поднимает экзистенциальный вопрос в отношении смысла: Я есть здесь — но для чего я пришел в этот мир? Что я должен делать? Так фундаментальным действием в данной мотивации является «Долженствование», в котором человек переживает себя запрашиваемым миром. Для этого необходимы следующие три предпосылки: структурные взаимосвязи, поле возможностей для деятельности и будущее.
Таким образом, модель 4 фундаментальных мотиваций позволяет увидеть подробно структуру экзистенциальной исполненности, условия которой связаны отношением и взаимодействием:
- с миром (онтологический уровень экзистенции). 1ФМ
- с жизнью (аксиологический уровень экзистенции). 2ФМ
- с собственным Бытием-Person (этический уровень. 3ФМ
- с необходимым активным вкладом в будущее и в собственное становление (праксеологический уровень экзистенции). 4 ФМ

## Измерение экзистенциальной исполненности
1)    Шкала экзистенции (Existenzskala) А. Лэнгле и К. Орглер  является психометрическим инструментом разработанных в рамках экзистенциально-аналитической теории А. Лэнгле. Впервые опросник был создан К. Орглер  1988–1989 гг.  и рассмотрен на выборке, составляющей более тысячи испытуемых. Тест измеряет экзистенциальную исполненность, как она субъективно ощущается человеком и включает в себя следующие шкалу Экзистенциальной исполненности и 4 субшкалы, выражающие экзистенциальные способности человека: самодистанцирование, самотрансценденция, свобода, ответственность.
На русский язык тест был переведен С. В. Кривцовой, однако нормативных данных по переведенному опроснику нет.
Ссылка на методику: https://psytests.org/personal/existenz.html
2) Тест экзистенциальных мотиваций (ТЭМ) – оригинальная методика, предназначенная для субъективной оценки респондентом степени реализации фундаментальных экзистенциальных мотиваций и степени экзистенциальной исполненности согласно концепции А. Лэнгле. Данная методика направленных на измерение показателя по всем четырех фундаментальных мотиваций и суммарному показателю экзистенциальной исполненности. Первая версия данной методики была разработана П. Экхардтом на немецком языке и включало в себя 56 утверждений. В 2016 году была разработана русскоязычная версия данной методики следующими авторами: В. Б. Шумским, Е. М. Уколовой, Е. Н. Осиным, Я. Д. Лупандина.
Ссылка на методику: https://psytests.org/personal/tem.html